# Green Road
Green Road est une communauté dans le comté de Queens de l'Île-du-Prince-Édouard, Canada, au sud-est de Crapaud.